# Fiorino
Ne doit pas être confondu avec Florin toscan.

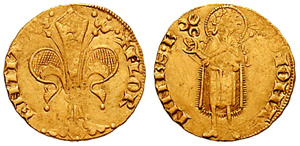
Fiorino (1332-1348)
D/ FLOR ENTIA « lys » de Florence
R/ .S. IONA-NNES (rose) -Saint Jean.

Le fiorino est le terme italien qui désigne le florin battu à Florence au nom de la République, pour la première fois en 1252. C'est une monnaie en or de 3,54 g, à 24 carats. 
Le nom proviendrait de la fleur de lys (en latin flos, en italien giglio) et plus précisément de l'Iris germanica ou de l'iris des marais, plante très abondante sur les rive de l'Arno. Cette fleur est devenue le symbole héraldique de Florence et est représentée à l'avers de la monnaie.
Au XIIIe siècle et jusqu'à la Renaissance, le fiorino, grâce à la puissante croissance bancaire de Florence et au bon aloi du métal, devint la monnaie de change préférée en Europe.
Les derniers florins de la République sont frappés en 1533 et la lire toscane lui succède.

## Les monnaie en or
Le fiorino (comme les autres monnaies de la même époque genovino et zecchino) a été une des premières monnaies en or à être émise en Italie après la chute de l'Empire romain. L'utilisation de l'or dans la monnaie européenne était rendue possible, d'une part, avec l'exploitation de mines d'or et d'argent situées en Europe de l'Est, et, d'autre part, avec la réouverture de voies d'échanges avec le nord de l'Afrique, via, au départ, le commerce transsaharien, deux zones d'où provenait la majeure partie de l'or destinée à la monnaie et aux transactions, pour la plupart des cités-États italiennes.
Les premiers florin en or circulent toujours scellés dans de petits sacs en cuir, et sont appelés fiorino di suggello (« florin sous scellé »), et ce, afin de prévenir la corruption des monnaies, l'usure et le rognage, et d'en garantir l'aloi. 
Le fiorino était divisé en 60 quattrini (quattrino au singulier), le quattrino est une pièce de billon, pesant 0,8 g. Fut également frappé le picciolo, denier en billon pesant 0,6 g. Il fallait 40 denari (deniers) pour un fiorino. 2 deniers formait un grosso d'argent, et 12 deniers, un soldino.

## Popolino

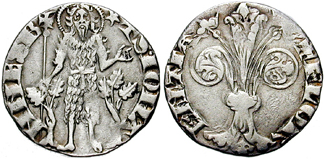
Popolino (1306)

À côté du fiorino d'or, Florence émet une série de pièces en argent, le grosso, le denario et le quattrino. Le denario vaut 1/20e de grosso. Le quattrino, ¼ de denario.
Denario et quattrino sont des monnaies en billon. Il n'existe aucune monnaie en cuivre à Florence du temps de la République.
Le popolino, est le surnom du grosso en argent d'un poids de 1,8 g. Pour l'époque il possédait un titre très élevé de 958⅔ millièmes. Il valait 1/20e de fiorino d'or, ou  2 soldi (soldo au singulier). Frappé par la zecca de Florence, il prend le nom de argento di popolino, « argent du peuple », en opposition à l'or, qui circulait peu parmi la majorité de la population. 
Il existait aussi un fiorino piccolo, une monnaie valant un 1/12e de soldo.
L'argent avec ce titre élevé fut appelé argento popolino et ce titre devint obligatoire à Florence aussi bien pour la monnaie que l'argenterie.

## La Lire
Vers 1350, la comptabilité florentine introduit la lire, pour faciliter le système de conversion entre or et argent. Une lire vaut alors 3,5 florins, 20 soldi ou 240 deniers. Aucune frappe en lire ne sera effectuée avant 1600. Les marchands florentins se servirent surtout de la comptabilité en lires pour leurs transactions en or, l'appelant lira affiorino.